# Programul Gemini

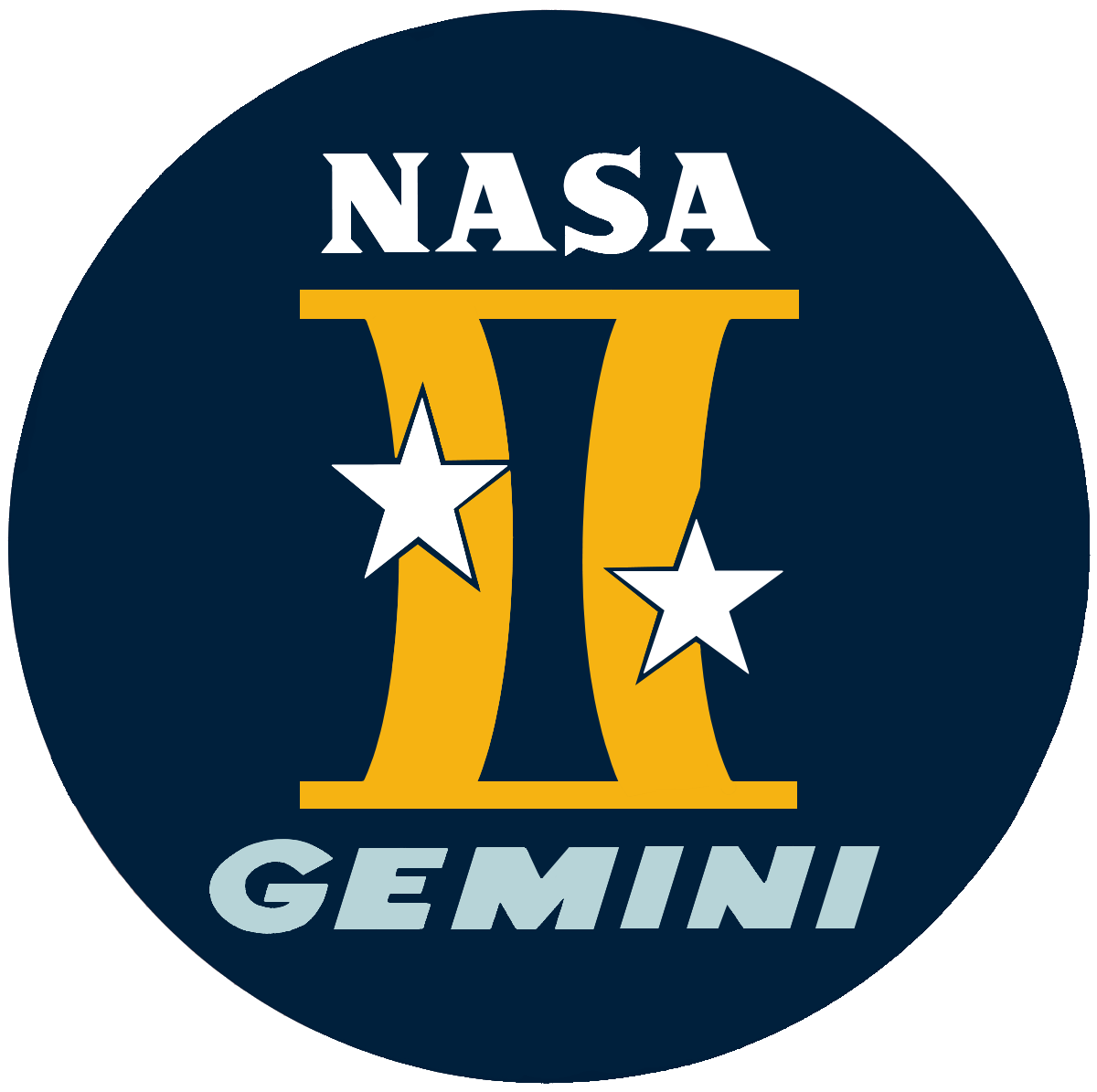

Programul Gemini a fost al doilea program spațial al NASA (după programul Mercury).
Au fost zece zboruri spațiale cu om la bord în perioada 1965 - 1966.
A fost programat ca un sprijin tehnic al programului Apollo, care avea ca misiune ducerea unui om pe Lună.